# Philadelphia Eagles 2014
La stagione sportiva 2014 dei Philadelphia Eagles è stata la 82ª della squadra disputata nella National Football League. Gli Eagles hanno giocato le partite in casa al Lincoln Financial Field di Filadelfia. La squadra è stata guidata dall'allenatore capo Chip Kelly e ha terminato con 10 vittorie e 6 sconfitte, non qualificandosi per i playoff.

## Roster

### Free agent
I seguenti giocatori risultavano free agent al termine della stagione 2013.
| Ruolo | Giocatore        | Squadra del 2014    |
| ----- | ---------------- | ------------------- |
| S     | Nate Allen       | Philadelphia Eagles |
| S     | Colt Anderson    | Indianapolis Colts  |
| S     | Kurt Coleman     | Minnesota Vikings   |
| WR    | Riley Cooper     | Philadelphia Eagles |
| DE    | Clifton Geathers | Washington Redskins |
| LB    | Philip Hunt      | Indianapolis Colts  |
| P     | Donnie Jones     | Philadelphia Eagles |
| WR    | Jeremy Maclin    | Philadelphia Eagles |
| DE    | Cedric Thornton  | Philadelphia Eagles |
| QB    | Michael Vick     | New York Jets       |

legenda
     Unrestricted Free Agent
     Restricted Free Agent.

### Acquisizioni
I seguenti giocatori sono stati acquisiti nella stagione 2014.
| Ruolo | Giocatore      | Squadra precedente | Data del contratto | Posizione attuale |
| ----- | -------------- | ------------------ | ------------------ | ----------------- |
| S     | Malcom Jenkins | New Orleans Saints | 11 marzo           |                   |
| S     | Chris Maragos  | Seattle Seahawks   | 12 marzo           |                   |
| OLB   | Bryan Braman   | Houston Texans     | 12 marzo           |                   |
| CB    | Nolan Carroll  | Miami Dolphins     | 13 marzo           |                   |
| QB    | Mark Sanchez   | New York Jets      | 27 marzo           |                   |

legenda
     Unrestricted Free Agent
     Restricted Free Agent
     Waivers.

### Il draft 2014
La tabella seguente riporta le scelte effettuate dagli Eagles nel Draft NFL 2014 che si è tenuto tra l'8 e il 10 maggio 2014.
| Scelta | Scelta   | Giocatore       | Ruolo | Università                       |
| Turno  | Assoluta | Giocatore       | Ruolo | Università                       |
| ------ | -------- | --------------- | ----- | -------------------------------- |
| 1      | 26       | Marcus Smith    | OLB   | Università di Louisville         |
| 2      | 42       | Jordan Matthews | WR    | Università Vanderbilt            |
| 3      | 86       | Josh Huff       | WR    | Università dell'Oregon           |
| 4      | 101      | Jaylen Watkins  | CB    | Università della Florida         |
| 5      | 141      | Taylor Hart     | DE    | Università dell'Oregon           |
| 5      | 162      | Ed Reynolds     | S     | Università di Stanford           |
| 7      | 237      | Beau Allen      | NT    | Università del Wisconsin-Madison |

Note
- Gli Eagles hanno scambiato la loro sesta scelta e il defensive tackle Isaac Sopoaga per la quinta scelta dei New England Patriots.
- Gli Eagles hanno scambiato una sesta scelta e una scelta condizionale del 2013 con i Tampa Bay Buccaneers in cambio del wide receiver Arrelious Benn e successivamente girato tail scelte ai New Orleans Saints in cambio del running back Darren Sproles.
- Gli Eagles hanno scambiato la loro seconda scelta (54a assoluta) e la loro quarta scelta (122a assoluta) con i Tennessee Titans per la loro seconda scelta (42a assoluta).
- Gli Eagles hanno scambiato la loro terza scelta (83a assoluta) con gli Houston Texans per la loro quarta e quinta scelta (101a e 141a assolute).

## Risultati

### Pre-campionato
Gli incontri di precampionato sono stati annunciati il 9 aprile 2014.
| Chicago 8 agosto 2014, ore 20:00 EST | Philadelphia Eagles | 28 – 34 (0-7 21-7 7-17 0-3) referto | Chicago Bears | Soldier Field (60.639 spett.) |

| Foxborough 15 agosto 2014, ore 19:30 EST | Philadelphia Eagles | 35 – 42 (7-14 14-7 14-21 0-0) referto | New England Patriots | Gillette Stadium (68.756 spett.) |

| Filadelfia 21 agosto 2014, ore 19:30 EST | Pittsburgh Steelers | 21 – 31 (0-7 0-10 7-14 14-0) referto | Philadelphia Eagles | Lincoln Financial Field (69.144 spett.) |

| Filadelfia 28 agosto 2014, ore 19:00 EST | New York Jets | 7 – 37 (0-7 0-6 7-3 0-21) referto | Philadelphia Eagles | Lincoln Financial Field (69.176 spett.) |

### Stagione regolare
| Filadelfia 7 settembre 2014, ore 13:00 EDT 1ª giornata | Jacksonville Jaguars | 17 – 34 (14-0 3-0 0-14 0-20) referto | Philadelphia Eagles | Lincoln Financial Field (69.596 spett.) |

| Indianapolis 15 settembre 2014, ore 20:30 EDT 2ª giornata | Philadelphia Eagles | 30 – 27 (3-7 3-10 14-3 10-7) referto | Indianapolis Colts | Lucas Oil Stadium (64.871 spett.) |

| Filadelfia 21 settembre 2014, ore 13:00 EDT 3ª giornata | Washington Redskins | 34 – 37 (14-7 6-14 7-6 7-10) referto | Philadelphia Eagles | Lincoln Financial Field (69.596 spett.) |

| Santa Clara 28 settembre 2014, ore 16:25 EDT 4ª giornata | Philadelphia Eagles | 21 – 26 (7-3 14-10 0-10 0-3) referto | San Francisco 49ers | Levi's Stadium (70-799 spett.) |

| Filadelfia 5 ottobre 2014, ore 13:00 EDT 5ª giornata | St. Louis Rams | 28 – 34 (0-13 7-7 7-14 14-0) referto | Philadelphia Eagles | Lincoln Financial Field (69.596 spett.) |

| Filadelfia 12 ottobre 2014, ore 20:30 EDT 6ª giornata | New York Giants | 0 – 27 (0-10 0-10 0-7 0-0) referto | Philadelphia Eagles | Lincoln Financial Field (69.596 spett.) |

7ª giornata:riposo
| Glendale 26 ottobre 2014, ore 16:05 EDT 8ª giornata | Philadelphia Eagles | 20 – 24 (7-0 0-7 10-7 3-10) referto | Arizona Cardinals | University of Phoenix Stadium (61.789 spett.) |

| Houston 2 novembre 2014, ore 13:00 EST 9ª giornata | Philadelphia Eagles | 31 – 21 (7-7 10-7 7-0 7-7) referto | Houston Texans | NRG Stadium (71.780 spett.) |

| Filadelfia 10 novembre 2014, ore 20:30 EST 10ª giornata | Carolina Panthers | 45 – 21 (7-17 0-14 0-7 14-7) referto | Philadelphia Eagles | Lincoln Financial Field (69.596 spett.) |

| Green Bay 16 novembre 2014, ore 13:00 EST 11ª giornata | Philadelphia Eagles | 20 – 53 (0-17 6-13 7-9 7-14) referto | Green Bay Packers | Lambeau Field (78.270 spett.) |

| Filadelfia 23 novembre 2014, ore 13:00 EST 12ª giornata | Tennessee Titans | 24 – 43 (0-17 17-10 0-7 7-9) referto | Philadelphia Eagles | Lincoln Financial Field (69.596 spett.) |

| Arlington 27 novembre 2014, ore 16:30 EST 13ª giornata | Philadelphia Eagles | 33 – 10 (14-0 9-7 7-3 3-0) referto | Dallas Cowboys | AT&T Stadium (91.379 spett.) |

| Filadelfia 7 dicembre 2014, ore 16:25 EST 14ª giornata | Seattle Seahawks | 24 – 14 (0-7 10-0 14-7 0-0) referto | Philadelphia Eagles | Lincoln Financial Field (69.596 spett.) |

| Filadelfia 14 dicembre 2014, ore 20:30 EST 15ª giornata | Dallas Cowboys | 38 – 27 (14-0 7-10 7-14 10-3) referto | Philadelphia Eagles | Lincoln Financial Field (69.596 spett.) |

| Landover 20 dicembre 2014, ore 16:30 EST 16ª giornata | Philadelphia Eagles | 24 – 27 (7-10 7-0 0-14 10-3) referto | Washington Redskins | FedExField (78.897 spett.) |

| East Rutherford 28 dicembre 2014, ore 13:00 EST 17ª giornata | Philadelphia Eagles | 34 – 26 (14-10 3-6 7-3 10-7) referto | New York Giants | MetLife Stadium (79.150 spett.) |

## Classifiche

### Conference
| NFC                                                      | NFC                   | NFC      | NFC | NFC | NFC | NFC   | NFC | NFC  | NFC | NFC | NFC  | NFC |
| #                                                        | Squadra               | Division | V   | S   | P   | %     | DIV | CONF | PF  | PS  | D    | STR |
| -------------------------------------------------------- | --------------------- | -------- | --- | --- | --- | ----- | --- | ---- | --- | --- | ---- | --- |
| Vincitori delle division                                 |                       |          |     |     |     |       |     |      |     |     |      |     |
| 1                                                        | * – Seattle Seahawks  | West     | 12  | 4   | 0   | 75%   | 5–1 | 10–2 | 394 | 254 | 140  | V6  |
| 2                                                        | z – Green Bay Packers | North    | 12  | 4   | 0   | 75%   | 5–1 | 9–3  | 486 | 348 | 138  | V2  |
| 3                                                        | y – Dallas Cowboys    | East     | 12  | 4   | 0   | 75%   | 4–2 | 8–4  | 467 | 352 | 115  | V4  |
| 4                                                        | y − Carolina Panthers | South    | 7   | 8   | 1   | 46,9% | 4–2 | 6–6  | 339 | 374 | –25  | V4  |
| Wild Card                                                |                       |          |     |     |     |       |     |      |     |     |      |     |
| 5                                                        | w – Arizona Cardinals | West     | 11  | 5   | 0   | 68,8% | 3–3 | 8–4  | 310 | 299 | 11   | S2  |
| 6                                                        | w – Detroit Lions     | North    | 11  | 5   | 0   | 68,8% | 5–1 | 9–3  | 301 | 268 | 33   | S1  |
| Non qualificate per i playoff                            |                       |          |     |     |     |       |     |      |     |     |      |     |
| 7                                                        | Philadelphia Eagles   | East     | 10  | 6   | 0   | 60%   | 4–2 | 6–6  | 474 | 400 | 74   | V1  |
| 8                                                        | San Francisco 49ers   | West     | 8   | 8   | 0   | 50%   | 2–4 | 7–5  | 306 | 340 | –34  | V1  |
| 9                                                        | New Orleans Saints    | South    | 7   | 9   | 0   | 43,8% | 3–3 | 6–6  | 401 | 424 | –23  | V1  |
| 10                                                       | Minnesota Vikings     | North    | 7   | 9   | 0   | 43,8% | 1–5 | 6–6  | 325 | 343 | –18  | V1  |
| 11                                                       | New York Giants       | East     | 6   | 10  | 0   | 37,5% | 2–4 | 4–8  | 380 | 400 | –20  | S1  |
| 12                                                       | Atlanta Falcons       | South    | 6   | 10  | 0   | 37,5% | 5–1 | 6–6  | 381 | 417 | –36  | L1  |
| 13                                                       | St. Louis Rams        | West     | 6   | 10  | 0   | 37,5% | 2–4 | 4–8  | 324 | 354 | –30  | S3  |
| 14                                                       | Chicago Bears         | North    | 5   | 11  | 0   | 31,3% | 1–5 | 4–8  | 319 | 442 | –123 | S5  |
| 15                                                       | Washington Redskins   | East     | 4   | 12  | 0   | 25%   | 2–4 | 2–10 | 301 | 438 | –137 | L1  |
| 16                                                       | Tampa Bay Buccaneers  | South    | 2   | 14  | 0   | 12,5% | 0–6 | 1–11 | 277 | 410 | –133 | L6  |
| Legenda                                                  |                       |          |     |     |     |       |     |      |     |     |      |     |
| w — Qualificata ai playoff come wild card                |                       |          |     |     |     |       |     |      |     |     |      |     |
| x — Qualificata ai playoff                               |                       |          |     |     |     |       |     |      |     |     |      |     |
| y — Vincitrice della division                            |                       |          |     |     |     |       |     |      |     |     |      |     |
| z — Qualificata direttamente al secondo turno di playoff |                       |          |     |     |     |       |     |      |     |     |      |     |
| * — Vantaggio del fattore campo nei playoff              |                       |          |     |     |     |       |     |      |     |     |      |     |